# Massimo Pilotti
Massimo Pilotti (Rome, 1 augustus 1879 - aldaar, 29 april 1962) was een Italiaans rechter en de eerste president van het Hof van Justitie van de Europese Gemeenschap voor Kolen en Staal.

## Biografie
Pilotti werd in 1901 benoemd tot rechter en werd in 1913 lid van de rechtbank van Rome. In 1923 werd hij benoemd tot raadsheer in het hof van beroep van Rome, en in 1926 tot raadsheer in het Italiaanse Hof van Cassatie. Tussen 1932 en 1937 werkte Pilotti als adjunct-secretaris-generaal van de Volkenbond. In 1944 werd hij voorzitter van het Internationaal Instituut voor de Eenmaking van het Privaatrecht (UNIDROIT) en procureur-generaal bij het Hof van Cassatie, en in 1949 werd hij benoemd tot lid van het Permanent Hof van Arbitrage. Tevens werd hij in dat laatste jaar eerste honorair president van het Hof van Cassatie. Op 23 juli 1952 werd Pilotti benoemd tot president van het Hof van Justitie van de Europese Gemeenschap voor Kolen en Staal, een positie die hij bekleedde van 10 december 1952 tot 6 oktober 1958.
Pilotti overleed op 29 april 1962 op 82-jarige leeftijd.